# Левин, Имануил Ильич
Имануил Ильич Левин (14 мая 1923, Москва — 27 апреля 1994, Москва) — советский журналист и писатель-сатирик, а также москвовед; в годы войны — военный переводчик и следователь, наиболее известен как автор мемуаров «Записки военного переводчика: язык и „языки“».

## Биография
Родился в 1923 году в Москве в семье журналиста — международника И. Д. Левина, известного под псевдонимом Ил. Эльвин. Еврей.
Весной 1941 года окончил школу, с началом войны как хорошо знающий немецкий язык был направлен на учёбу на военный факультет 2-го Московского государственного педагогического института иностранных языков, который окончил в 1942 году.
Участник Великой Отечественной войны: вначале военный переводчик; затем офицер разведки, капитан, начальник следственной части разведотдела штаба 2-й Ударной армии, что отразил в мемуарах «Записки военного переводчика: язык и „языки“». Награждён двумя орденами Отечественной войны II степени (02.10.1944, 1985), орденом Красной Звезды (20.04.1945), медалями «За оборону Ленинграда» и «За победу над Германией». Член ВКП(б).
После войны поступил в Московский юридический институт, который окончил в 1950 году.
В 1950—1957 годах работал следователем в Петрозаводске.
Затем стал журналистом-сатириком, с конца 1970-х вел раздел сатиры и юмоpa в журнале «Москва», работал корреспондентом в газете «Вечерняя Москва» и в журнале «Крокодил»,
Автор нескольких юмористических книг в серии «Библиотека „Крокодила“», пьес о войне «Сосед из тридцать четвертой („Волховская застольная“)» (1977), «Как долго ты шёл…» (1979).
Автор сценариев телефильмов ЦТ СССР «В этот праздничный вечер» (1959) и «Сеанс гипнотизёра» (1985).
Как журналист много уделял теме «малой родины» — жил по адресу ул. Арбат, 30 — неоднократно обращался к истории цента Москвы, автор книги «Арбат. Один километр России» (1993), был одним из инициаторов празднования 500—летия Арбата.
Наиболее известен как автор мемуаров о войне: «Записки военного переводчика» (1981, переизд. 1986), «Кажется, это было вчера. Записки офицера разведки» (1990), документальной повести «Генерал Власов по ту и эту сторону фронта…» (1993, переиз. 1997).
Умер в 1994 году в Москве, похоронен на Востряковском кладбище.